# Stugsjön (Ovanåkers socken, Hälsingland)
Stugsjön är en sjö i Ovanåkers kommun i Hälsingland och ingår i Ljusnans huvudavrinningsområde. Sjön har en area på 0,575 kvadratkilometer och ligger 274 meter över havet. Sjön avvattnas av vattendraget Hässjaån (Stugsjöströmmen).

## Delavrinningsområde
Stugsjön ingår i det delavrinningsområde (682883-149420) som SMHI kallar för Inloppet i Nedre Bursjön. Medelhöjden är 299 meter över havet och ytan är 7,74 kvadratkilometer. Räknas de 5 avrinningsområdena uppströms in blir den ackumulerade arean 62,67 kvadratkilometer. Hässjaån som avvattnar avrinningsområdet har biflödesordning 3, vilket innebär att vattnet flödar genom totalt 3 vattendrag innan det når havet efter 105 kilometer. Avrinningsområdet består mestadels av skog (87 procent). Avrinningsområdet har 0,57 kvadratkilometer vattenytor vilket ger det en sjöprocent på 7,4 procent.